# 中央区立日本橋小学校
中央区立日本橋小学校（ちゅうおうくりつ にほんばししょうがっこう）は、東京都中央区日本橋人形町一丁目にある公立小学校。

## 概要
中央区に17ある区立小学校の一つ。当地に所在した中央区立東華小学校と、小伝馬町に所在した中央区立十思小学校が閉校の上、統合されて、新設の日本橋小学校として、1990年に開校した。統合は、児童数の減少に伴う区立学校の適正配置に関する計画の実施であり、統合初年度の新入生は24名であったが、その後、学区内の都心回帰・住宅開発の流れから、児童数は増加に転じている。
中央区内に21ある選挙の投票所の一つとして用いられている。

## 校舎・敷地沿革

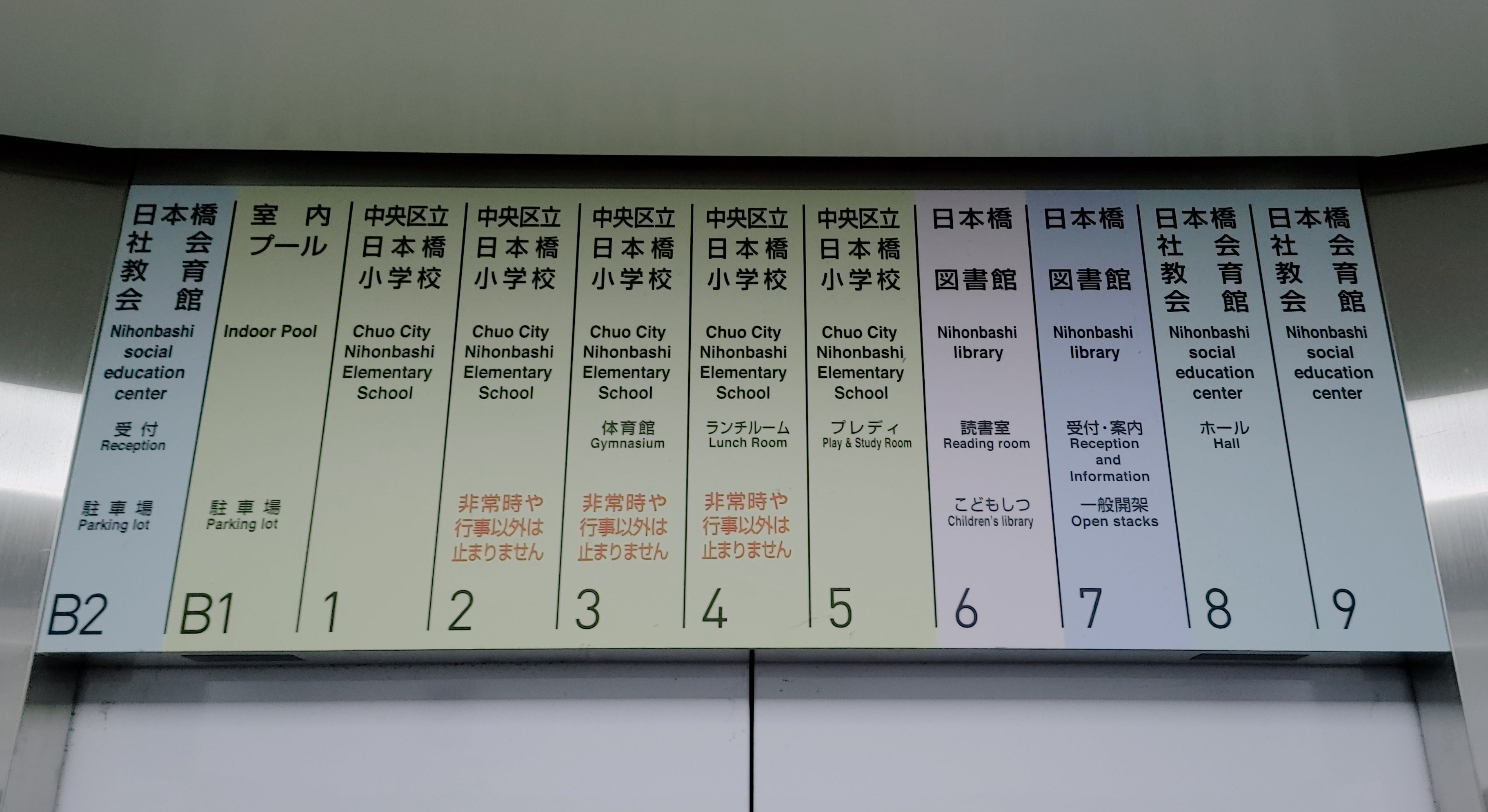
エレベーター内フロアガイド（2022年撮影）

本校の校舎は、地上9階・地下2階の建物の一部であり、小学校としては地下1階から地上5階までを使用している。同じ建物には、日本橋図書館（6・7階部分）、日本橋社会教育会館（地下2階、8・9階部分）が複合して同居しており、地下1階の日本橋小学校温水プールは、一般にも公開されている。また、同建物内に中央区立日本橋幼稚園があり、地下には区営人形町駐車場が所在する。玄関の上、3階部分に所在する体育館や、一部校舎屋上にある屋外活動スペース、地下に所在するプールや、トラックのコースの丸みに沿って設けられた倉庫建物と、その上にある幼稚園プール・遊戯施設など、都心部の限られたスペースを活用した校舎となっている。
本校の敷地は、江戸時代末期には姫路藩酒井氏の藩邸があり、明治初頭（明治4年から6年）には西郷隆盛の屋敷があった場所である。明治34年から本校の開校まで、本校の前身の一つ、東華小学校の敷地となる。もう一つの前身校である十思小学校の跡地は、現在は十思スクエアとして活用されている。

## 生徒数の増加と改築
平成25年2月にまとめられた調査報告書により、児童数の将来推計に基づき、日本橋地区では、近隣の中央区立有馬小学校・中央区立久松小学校とともに、児童の目立つ増加が見込まれるものとして、普通教室の増加のための改築がなされることとなった。もともと校庭としてのスペースが限られていた本校は別棟の建物の増築等による対応ができず、複合建物として、これまでの校舎としての使用フロアに接続し、それまで日本橋図書館の一部として用いられていた5階部分について小学校校舎として用いるための改築がされ、教室を増加させた。5階・6階に所在した図書館が6階・7階に移転し、7階から9階にあった社会教育会館は、8・9階と地下2階に所在することとなった。
小学校の児童数と教員数
| 年度     | 児童総数 | 1年生 | 2年生 | 3年生 | 4年生 | 5年生 | 6年生 | 教員数 | 職員数 |
| -------- | -------- | ----- | ----- | ----- | ----- | ----- | ----- | ------ | ------ |
| 平成27年 | 338人    | 62人  | 56人  | 54人  | 51人  | 64人  | 51人  | 21人   | 2人    |
| 平成28年 | 335人    | 52人  | 62人  | 56人  | 53人  | 50人  | 62人  | 28人   | 4人    |
| 平成29年 | 334人    | 58人  | 50人  | 64人  | 56人  | 55人  | 51人  | 20人   | 3人    |
| 平成30年 | 359人    | 65人  | 59人  | 54人  | 68人  | 58人  | 55人  | 19人   | 3人    |
| 令和元年 | 388人    | 84人  | 64人  | 60人  | 54人  | 66人  | 60人  | 21人   | 3人    |
| 令和2年  | 391人    | 74人  | 83人  | 59人  | 60人  | 51人  | 64人  | 21人   | 4人    |
| 令和3年  | 397人    | 73人  | 73人  | 80人  | 57人  | 61人  | 53人  | 22人   | 4人    |
| 令和4年  | 426人    | 85人  | 74人  | 72人  | 77人  | 57人  | 61人  | 21人   | 3人    |
| 令和5年  | 445人    | 70人  | 90人  | 72人  | 77人  | 78人  | 58人  | 21人   | 4人    |

## 通学区域
通学区域は、日本橋本町三丁目（6～11番）・四丁目（9～15番）、日本橋小伝馬町、日本橋大伝馬町、日本橋堀留町一丁目・二丁目、日本橋小舟町、日本橋富沢町、日本橋人形町一丁目・二丁目・三丁目、日本橋小網町（7～19番）、日本橋蛎殻町一丁目（7～16番）。
日本橋人形町二丁目15～20番及び32～36番は有馬小学校と、日本橋堀留町二丁目1番・2番・8～10番、日本橋富沢町、日本橋人形町二丁目21～31番・37番、日本橋馬喰町一丁目・二丁目は久松小学校とのそれぞれ調整区域として、いずれの学校への進学も可能となっている。

## 沿革
旧 十思小学校
- 1872年（明治5年）- 明治政府太政官より、学校に関する基本法制として、学制が発布された。
- 1877年（明治10年）12月22日 - 第一大学区第一中学区十六番小学十思学校として開校[5]
- 1886年（明治19年）11月17日 - 校舎の類焼を受けて有馬小学校内にて授業をしていたものの、本校を廃止して有馬小学校に合併
- 1892年（明治27年）4月14日 - 有馬小学校の分校として開校
- 1897年（明治30年）5月8日 - 地元有志により校舎を新設し、有馬小学校の分校を廃止し、高等科を併置し、東京市日本橋区十思尋常・高等小学校として再興
- 1905年（明治38年）3月 - 女子の児童を、上町女子尋常小学校に分離。
- 1906年（明治39年）6月27日 ‐ 上町女子尋常小学校内に東京市立商業補習夜学校（のちの東京市立商業学校）が設置される[6]。
- 1908年（明治41年）3月 - 高等科を廃止し、東京市十思尋常小学校と称する
- 1916年（大正5年）7月6日 - 上町女子尋常小学校と合併し、共学に
- 1918年（大正7年） - この年の学級数は21、児童数は男子524名・女子553名[7]
- 1923年（大正12年）9月1日 - 関東大震災により校舎焼失。10月6日からバラックにて授業再開
- 1928年（昭和3年）12月 - 関東大震災後の復興小学校として、鉄筋コンクリート造の校舎（日本橋小伝馬町・現 十思スクエア・東京都選定歴史的建造物）建設[8]
- 1941年（昭和16年）- 国民学校令にしたがって、日本橋区立十思国民学校と改称
- 1944年（昭和19年）8月31日 - 学童集団疎開（埼玉県比企郡野本村・西吉見村）（～昭和21年3月）
- 1947年（昭和22年）4月1日 - 東京都中央区立十思小学校と改称。昭和25年まで久松中学校が校舎に同居
- 1952年（昭和27年） - この年の学級数は12、児童数は男子335名・女子267名。この後、昭和52年までに、6学級、男子76名・女子74名に減少。

旧 東華小学校
- 1901年（明治34年）9月8日 - 東京市日本橋区東華尋常小学校として開校[9]
- 1904年（明治37年）4月 - 高等科を併置する
- 1908年（明治41年）4月 - 東京市東華小学校と改称する
- 1918年（大正7年） - この年の学級数は17、児童数は男子511名・女子513名[7]
- 1923年（大正12年）9月1日 - 関東大震災により校舎焼失
- 1929年（昭和4年）5月 - 耐震耐火建築の校舎の復興
- 1941年（昭和16年）- 国民学校令にしたがって、日本橋区立東華国民学校と改称
- 1944年（昭和19年）8月29日 - 学童集団疎開（埼玉県入間郡毛呂山町）（～昭和21年3月）[10]
- 1947年（昭和22年）4月1日 - 東京都中央区立東華小学校と改称。

日本橋小学校
- 1990年（平成2年）
  - 4月1日 - 十思小学校・東華小学校両校の統合により、東華小学校校舎に東京都中央区立日本橋小学校として新設される。
  - 4月6日 - 第1学期始業式挙行。児童数133名。校旗授与式挙行。第1回入学式挙行。最初の新入生24名。この24名を含め、全校児童合計157名でスタートを切った。
  - 6月2日 - 開校記念式典挙行。
  - 8月23日 - 新校舎建築のため、旧十思小学校校舎に移転。
  - 9月30日 - 校歌制定。
- 1991年（平成3年）
  - 1月18日 - 東華小学校校舎取り壊し完了。
  - 3月23日 - 第1回卒業式挙行。最初の卒業生37名。
  - 11月29日 - 新校舎建設現場に、全児童・園児で制作した壁画「わたしたちの学校と夢」を掲示。
- 1994年（平成6年）
  - 3月22日 - 新校舎移転鼓笛パレード（旧校舎から新校舎へ）。
  - 3月29日 - 新校舎への移転完了。
  - 5月27日 - 新校舎落成式挙行。
- 1995年（平成7年）12月2日 - 開校5周年記念式典挙行し、記念誌「日本橋」発行。
- 1997年（平成9年）3月25日 - 2階3階多目的ホールを普通教室にする改修工事終了。
- 1999年（平成11年）4月1日 - 本年度以降2018年度まで、全校で12学級（各学年2学級）の編成（1999年４月当初時点で児童数は359名）
- 2000年（平成12年）4月1日 - 校名を中央区立日本橋小学校に変更。
- 2005年（平成17年）10月29日 - 開校15周年記念式典挙行し、記念誌「日本橋」発行。
- 2008年（平成20年）3月29日 - 教育相談室を設置する。
- 2009年（平成21年）4月 - 本年度の入学生より、中央区が開始した特認校制度の対象になった。2012年4月入学生まで対象であったが、以降児童数の増加により指定を解除。
- 2016年（平成28年）4月1日 - 大規模改修工事開始。
- 2017年（平成29年）3月24日 - 5階特別教室の新設工事完了。
- 2018年（平成30年）
  - 3月31日 - 大規模改修工事了。
  - 5月26日 - 校庭改修後初の大運動会開催。
- 2019年（平成31年）4月 - 新入生の増加により、新一年生の学級数が3に増加。全校で13学級に（2019年４月当初時点で児童数は389名）。
- 2020年（令和2年）
  - 4月6日 - 新型コロナウイルス感染拡大による、緊急事態宣言により臨時休校を開始。
  - 5月11日 - 中央区内初「オンラインあさのかい」を開始。
  - 6月1日 - 分散登校を開始。
  - 6月15日 - 一斉登校を開始。
  - 10月3日 - 運動会に替わる「スポーツフェスティバル」開催。
  - 12月5日 - 日本橋小・幼稚園の開校・開園30周年記念式典挙行。
- 2021年（令和3年）
  - 4月6日 - モジュール学習「Nスタ（日本橋スタディ）」を開始。
  - 4月23日 - 児童1人1台のタブレット端末を貸与。
  - 6月22日 - 中央区内初「オンライン英会話教室」を実施。
  - 7月3日 - 音楽会に替わる「ミュージックフェスティバル」開催。
  - 11月1日 - 標準服に男女兼用のスラックスを導入。
- 2022年（令和4年）4月6日 - 家庭での学びを支援する「My Study」を開始。

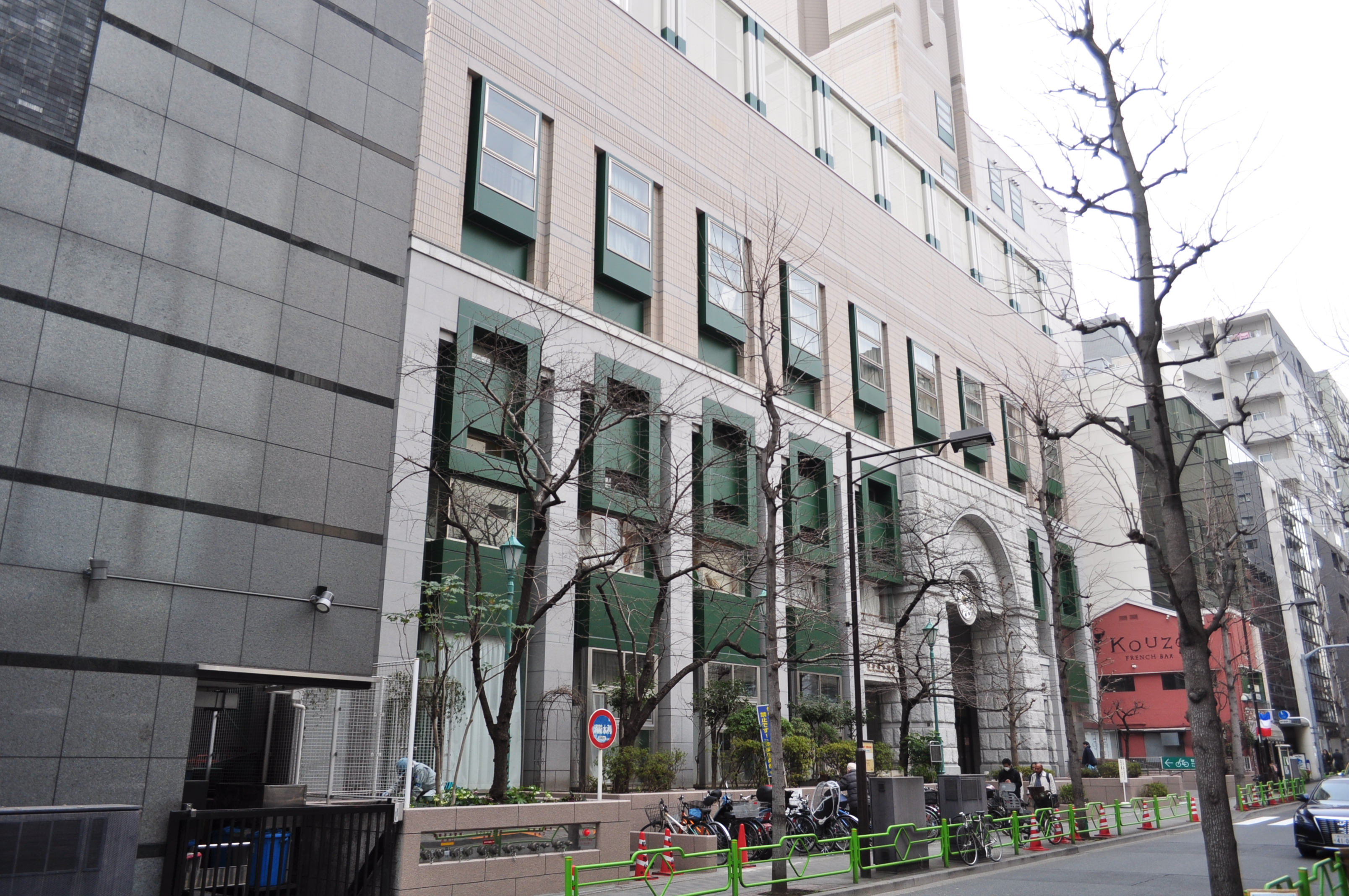
公道から見た校舎全景（2018年2月28日撮影）
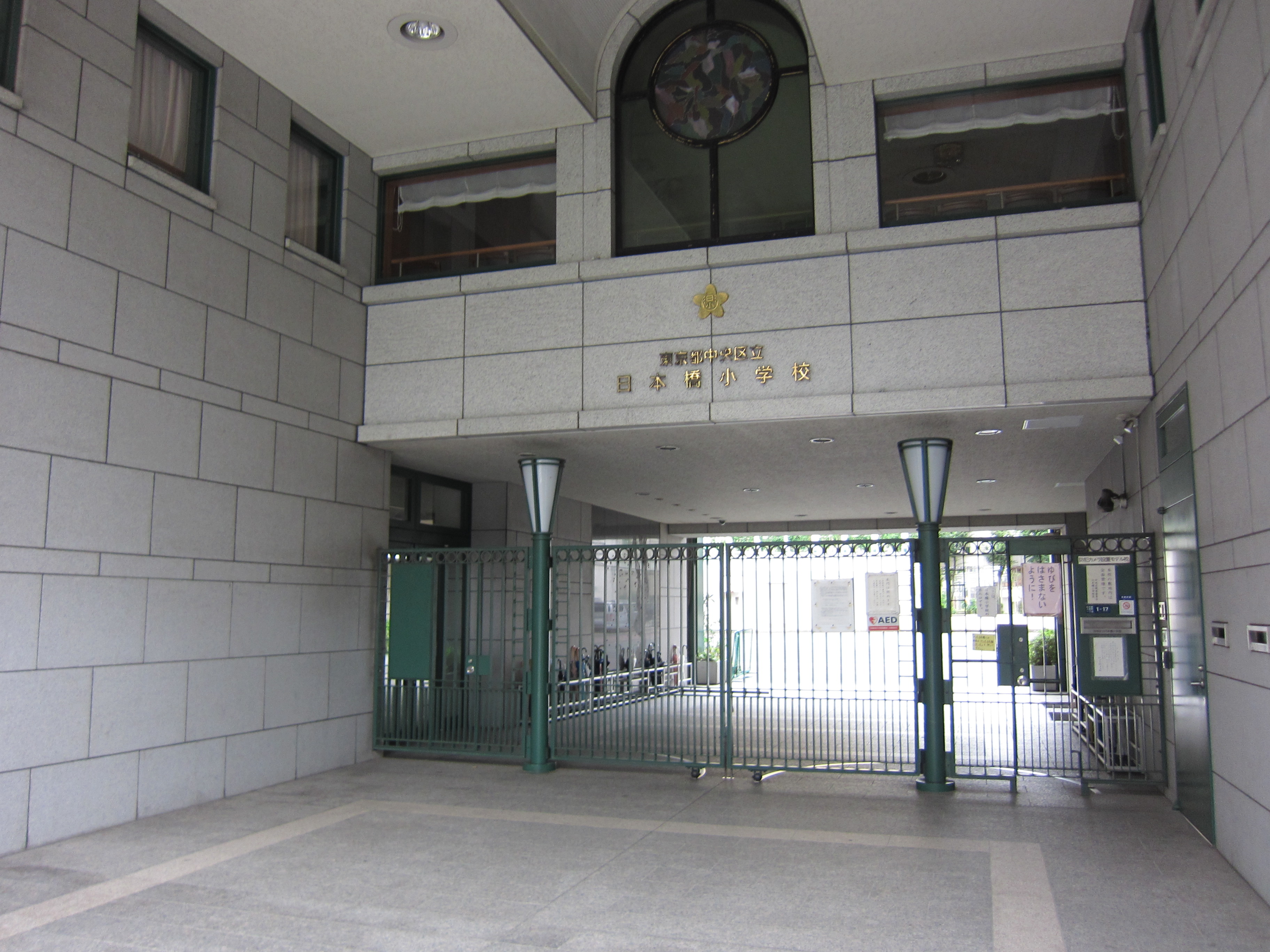
校舎入口
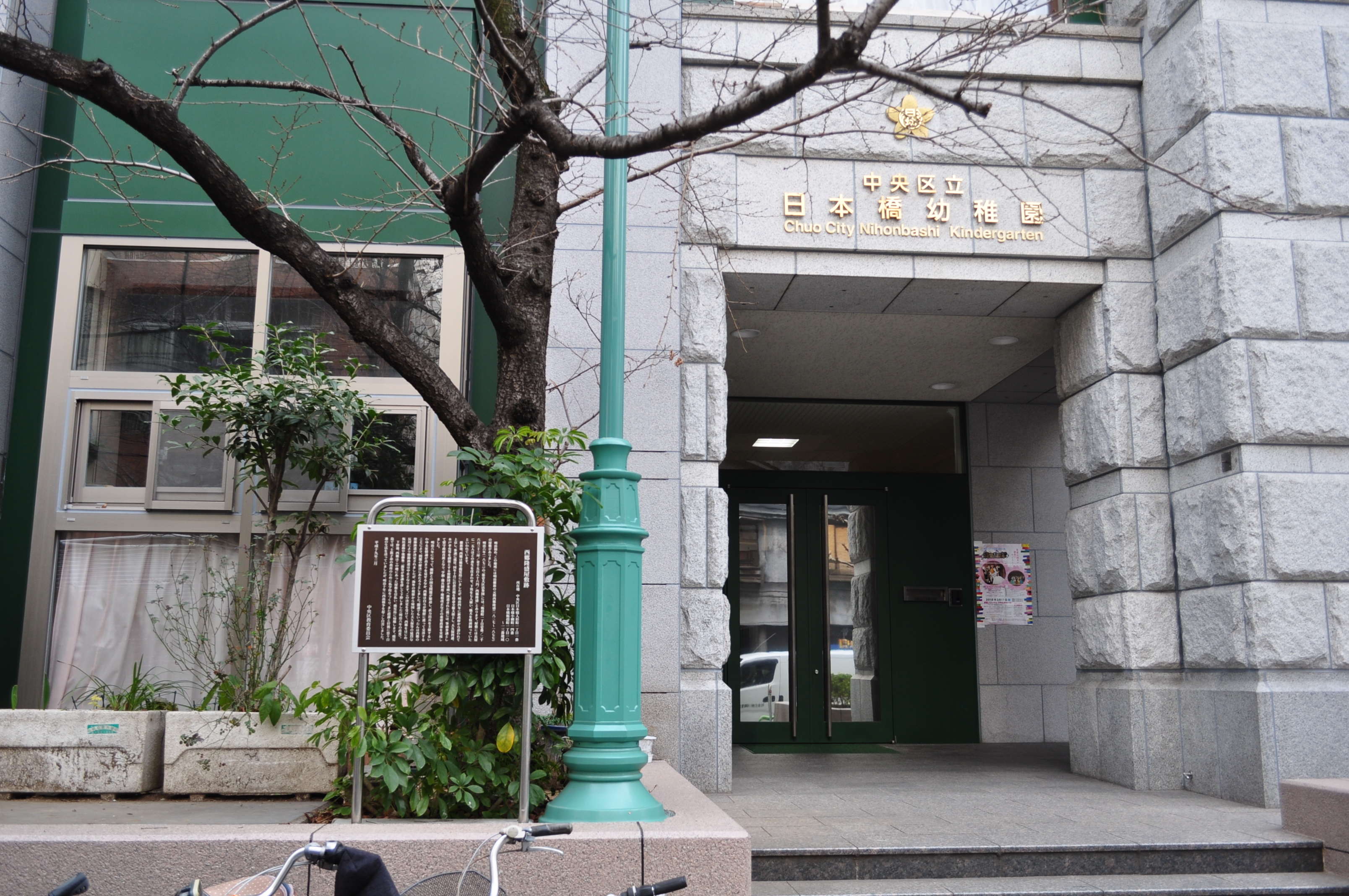
「西郷隆盛屋敷跡」の碑（2018年2月28日撮影）

## 主な出身者
- 岡本太郎（一時在籍1917年、十思小学校）
- 青島幸男（東華小学校）

## アクセス
- 都営地下鉄
  - 浅草線人形町駅（A6出口）から、徒歩3分。
  - 新宿線浜町駅（A2出口）から、徒歩10分。
- 東京メトロ
  - 日比谷線人形町駅（A2出口）から、徒歩4分。
  - 半蔵門線水天宮前駅 （7番出口）から、徒歩6分。

## 学校周辺
- 中央区立日本橋幼稚園 - 進級前幼稚園で、なおかつ同一建物内。
- 中央区立日本橋図書館 - 同一建物内。
- 麻業会館 - 敷地が隣接
- 日刊工業新聞社
- 日本橋人形町郵便局